# Cristiano (football, 1983)
Pour les articles homonymes, voir Cristiano et Oliveira.
Cristiano Moraes de Oliveira, plus communément appelé Cristiano, né le 28 septembre 1983 au Brésil, est un footballeur brésilien. Il évolue au poste d’attaquant.

## Biographie
Cristiano Oliveira commence sa carrière au Brésil. Il joue en faveur du Nacional Futebol Clube puis du São Raimundo Esporte Clube.
En 2005, il s'expatrie au Portugal, et signe en faveur du Paços de Ferreira. Il joue 98 matchs en 1re division portugaise et inscrit 14 buts en championnat avec ce club.
Lors du mois de Janvier 2010, il rejoint le championnat grec et l'équipe du PAOK Salonique.

## Carrière
- 2001-2004 :  Nacional Futebol Clube
- 2005 :   São Raimundo Esporte Clube
- 2005- janv. 2010 :  Paços de Ferreira
- janv. 2010-2011 :  PAOK Salonique
- janv. 2011-         :  Sporting[1],[2]